# Creștinism cosmic

Expresia creștinism cosmic este folosită în cel puțin trei accepțiuni: ca termen lansat de Mircea Eliade, concept al gândirii creștin-ortodoxe, termen cu semnificație eterogenă.

## Creștinismul cosmic în concepția lui Eliade
Eliade scrie despre creștinismul cosmic într-un singur loc, în contextul analizării Mioriței: 
“Dar chiar în folclorul religios românesc creștinismul nu este cel al bisericii. Una din caracteristicile creștinismului țărănesc al românilor și al Europei orientale este prezența a numeroase elemente religioase „păgâne“, arhaice, câteodată abia creștinizate. Este vorba de o nouă creație religioasă, proprie sud-estului european, pe care noi am numi-o „creștinism cosmic“, pentru că, pe de o parte, ea proiectează misterul cristologic asupra naturii întregi, iar pe de altă parte, neglijează elementele istorice ale creștinismului, insistând, dimpotrivă, asupra dimensiunii liturgice a existenței omului în lume." 
De menționat că Eliade nu a mai revenit asupra acestui concept, asfel că exegezele au trebuit să se limiteze la ceeace gânditorul oferă în fragmentul citat. Interpretare acestuia pleacă de la cunoscutul aspect sincretic al creștinismului popular medieval, în care straturi de credințe și rituri pre-creștine se amalgamează cu stratul creștin. In Europa de sud-est creștinismul popular este unul fundamental rural, în care rituri cosmice pre-creștine sunt integrate celor creștine. 
Deși Eliade nu se apleacă mai mult asupra “creștinismului cosmic”, pentru el termenul părând a constitui mai curând un instrument analitic ocazional, termenul se bucură de popularitate, mai ales în rândurile adepților ideologiilor protocroniste, probabil și prin contaminare ori confuzie cu noțiunea similară din reflecția creștin-ortodoxă.

## Creștinismul cosmic în gândirea ortodoxă
Pentru gândirea ortodoxă, ortodoxia insăși, ca o continuatoare directă a tradițiilor creștinismului timpuriu, este o formă cosmică a creștinismului, ea integrându-se contextului mai general al creatiei. Această poziție se întemeiază prin raportarea la universul teologic al secolului al IV-lea, în care s-a cristalizat  identificarea lui Iisus cu Logosul, înteles ca „rațiune”, „structura” sau „scop”. Prin această identificare se oferea o soluție divină atât structurii realității, cât și enigmei ființei, apelându-se la conceptul divin al unui „Hristos cosmic“. 

## Creștinismul cosmic ca termen eterogen
În afara unor lucrări de cosmologie creștină de esență neo-protestantă, termenul de creștinism cosmic este în prezent preluat de autori din domenii din afara teologiei ori științei, cum ar fi astrologia, disciplinele ezoterice, etc.